# Kai Ozaki
Kai Ozaki (jap. 尾崎 快 Ozaki Kai; * 30. Juli 1987 in Fujisawa) ist ein ehemaliger japanischer Freestyle-Skier. Er ist auf die Buckelpisten-Disziplinen Moguls und Dual Moguls spezialisiert und nahm an je zwei Olympischen Winterspielen und Freestyle-Skiing-Weltmeisterschaften teil.

## Werdegang
Ozaki nahm im Februar 2004 im Naeba Ski Resort erstmals am Freestyle-Skiing-Weltcup teil, wobei er den 29. Platz im Moguls errang. Nachdem Plätzen drei und zwei beim Australian-New-Zealand-Cup im Perisher zu Beginn der Saison 2005/06, erreichte er mit Platz zehn im Moguls in Oberstdorf seine erste Top-Zehn-Platzierung sowie mit dem zweiten Platz im Moguls in Inawashiro seine einzige Podestplatzierung im Weltcup. Beim Saisonhöhepunkt, den Olympischen Winterspielen 2006 in Turin, kam er auf den 30. Platz im Moguls. Die Saison beendete er auf dem 43. Platz im Gesamtweltcup sowie auf dem 13. Rang im Moguls-Weltcup und erreichte damit seine besten Gesamtergebnisse. Bei den Weltmeisterschaften 2007 in Madonna di Campiglio belegte er den 42. Platz im Moguls sowie den 18. Rang im Dual Moguls und bei den Weltmeisterschaften 2009 in Inawashiro den 42. Platz im Dual Moguls sowie den 16. Rang im Moguls. In der Saison 2009/10 wurde er japanischer Meister im Moguls und errang bei den Olympischen Winterspielen 2010 in Vancouver den 24. Platz im Moguls. Seinen 37. und damit letzten Weltcup absolvierte er im Januar 2010 in Lake Placid, welchen er auf dem 19. Platz im Moguls beendete.

## Erfolge

### Olympische Spiele
- 2006 Turin: 30. Platz Moguls
- 2010 Vancouver: 24. Platz Moguls

### Weltmeisterschaften
- 2007 Madonna di Campiglio: 18. Platz Dual Moguls, 42. Platz Moguls
- 2009 Inawashiro: 16. Platz Moguls, 42. Platz Dual Moguls

### Weltcup
Ozaki errang im Weltcup einen Podestplatz.
Weltcupwertungen:
| Saison  | Gesamt | Gesamt | Moguls | Moguls |
| Saison  | Platz  | Punkte | Platz  | Punkte |
| ------- | ------ | ------ | ------ | ------ |
| 2003/04 | -      | -      | 59.    | 2      |
| 2005/06 | 43.    | 19     | 13.    | 210    |
| 2006/07 | 66.    | 10     | 25.    | 96     |
| 2007/08 | -      | -      | 58.    | 3      |
| 2008/09 | 117.   | 6      | 30.    | 50     |
| 2009/10 | 69.    | 11     | 23.    | 108    |

### Weitere Erfolge
- 1 japanischer Meistertitel (2010 Moguls)
- 1 Sieg im Australian-New-Zealand-Cup